# Goudsesingel
De Goudsesingel is een oude, inmiddels gedempte, singel in Rotterdam en vormt de noordoostelijke zijde van de Stadsdriehoek.

## Geschiedenis
De geschiedenis van de Goudsesingel gaat terug tot ongeveer 1360 toen deze gegraven werd als Goudse Vest, en in het verlengde de Oostvest. De Goudse Vest was de scheiding tussen de stad Rotterdam en het ambacht Rubroek. De Goudse Vest en de Oostvest zijn gedempt tussen 1886 en 1905. Na de demping kreeg de Goudsesingel zijn huidige naam.
Tot de Tweede Wereldoorlog werd aan de Goudsesingel een weekmarkt gehouden. Tussen de Goudsesingel en de Hoogstraat lagen sloppenwijken. In 1939 bestonden plannen van de architecten Van Tijen en Maaskant om een deel van de sloppenwijken te slopen en op deze plaats een bedrijfsverzamelgebouw te vestigen. Tijdens het bombardement op Rotterdam van 1940 gingen deze plannen verloren. Ook is alle bebouwing van de Goudsesingel door dit bombardement verloren gegaan.
In de oorlog waren aan de Goudsesingel noodwinkels gevestigd, terwijl al een start werd gemaakt met nieuwbouw ten noorden van de Goudsesingel. In 1949 realiseerden Van Tijen en Maaskant alsnog een bedrijfsverzamelgebouw: het Industriegebouw Goudsesingel. De overige nieuwbouw is in de jaren vijftig voltooid.

## Huidige situatie
Tegenwoordig is de Goudsesingel een van de hoofdautowegen binnen Rotterdam (een z.g. stadsboulevard), met tram- en buslijnen. Het maakt deel uit van de stadsroute S100 Centrumring. Er zijn woningen, winkels, restaurants en een grote supermarkt gevestigd. Ook staat hier het naoorlogse rijksmonument "Het Industriegebouw" (1949, Maaskant, Van Tijen en Groosman), een van de eerste bedrijfsverzamelgebouwen in Rotterdam.
Bergsingel ·
Botersloot ·
Boezemsingel ·
Coolsingel ·
Crooswijksesingel ·
Diergaardesingel ·
Goudsesingel ·
Heemraadssingel ·
Noordsingel ·
Pompenburgsingel ·
Provenierssingel ·
Schiedamsesingel ·
Spoorsingel ·
Westersingel
Admiraal de Ruyterweg ·
Admiraliteitskade ·
Aert van Nesstraat ·
Baan ·
Batavierenstraat ·
Beukelsdijk ·
Beursplein ·
Beurstraverse ·
Binnenweg ·
Binnenwegplein ·
Binnenrotte ·
Blaak ·
Boezemweg ·
Boompjes ·
Bosland ·
Botersloot ·
Burgemeester van Walsumweg ·
Churchillplein ·
Coolsingel ·
Coolvest ·
Eendrachtsplein ·
Eendrachtsweg ·
Geldersekade ·
Goudsesingel ·
's-Gravendijkwal ·
Haagseveer ·
Henegouwerlaan ·
Hofdijk ·
Hofplein ·
Hoogstraat ·
Jonker Fransstraat ·
Karel Doormanstraat ·
Kipstraat ·
Kolk ·
Koningin Emmaplein ·
Korte Hoogstraat ·
Kruiskade ·
Kruisplein ·
Leuvehoofd ·
Lijnbaan ·
Lombardkade ·
Maasboulevard ·
Mariniersweg ·
Mathenesserlaan ·
Mauritsweg ·
Meent ·
Museumpark ·
Oostmolenwerf ·
Oostplein ·
Oude Binnenweg ·
Parkkade ·
Parklaan ·
Pim Fortuynplaats ·
Plein 1940 ·
Pompenburg ·
Rochussenstraat ·
Saftlevenstraat ·
Schiedamsedijk ·
Schiedamse Vest ·
Schouwburgplein ·
Spaansekade ·
Stadhuisplein ·
Stationsplein ·
Stroveer ·
Van Oldenbarneveltstraat ·
Vasteland ·
Veerkade ·
Weena ·
Westblaak ·
Westerkade ·
West-Kruiskade ·
Westersingel ·
Westplein ·
Willemskade ·
Willemsplein ·
Witte de Withstraat